# Niepokalanów

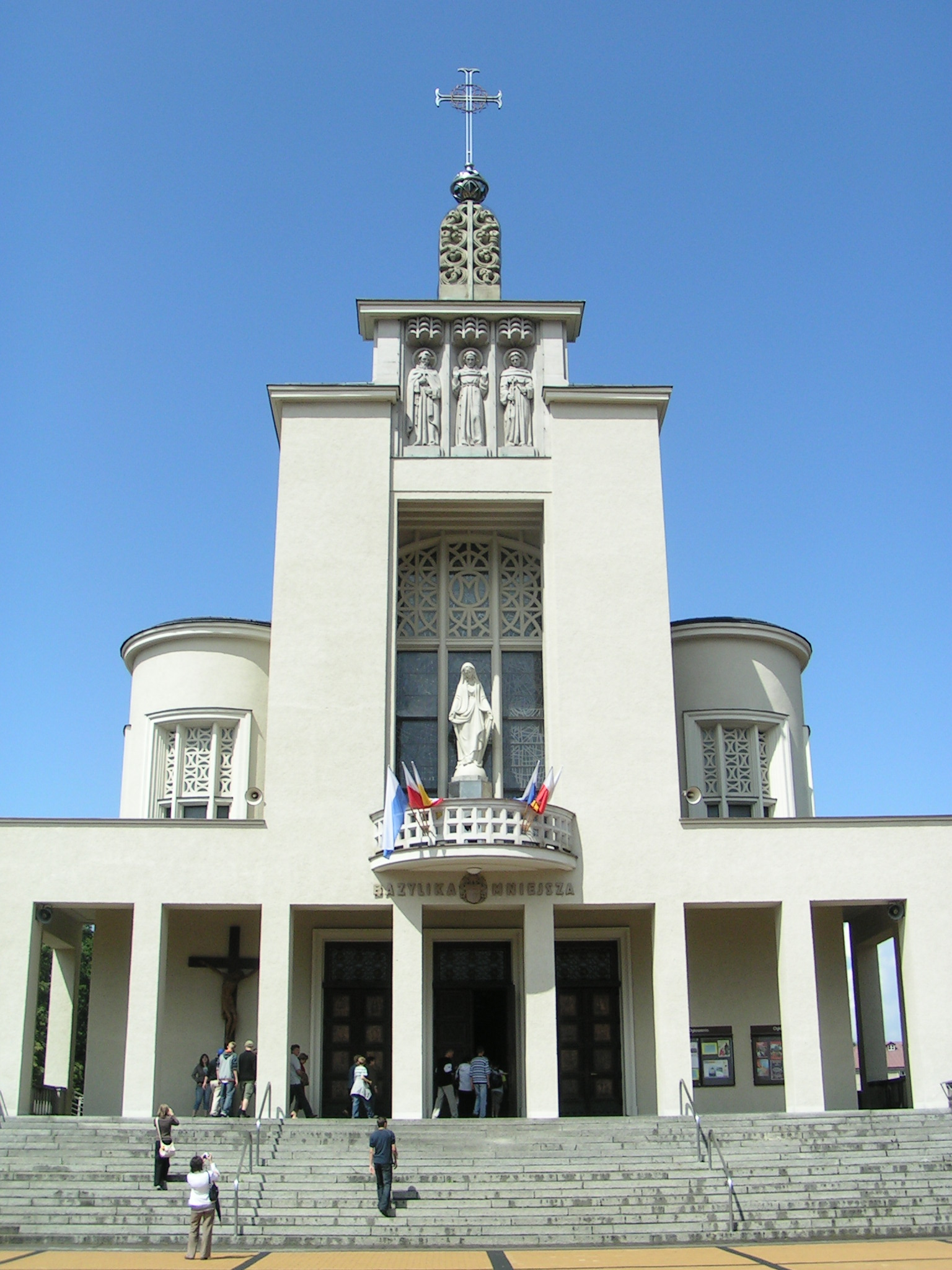
Basílica de Santa María Inmaculada, actual santuario de san Maximiliano Kolbe, en el convento de Niepokalanów

Niepokalanów (en lengua polaca Ciudad de la Inmaculada) es un convento franciscano católico situado en Teresin, cerca de Varsovia, en Polonia. Fue fundado por san Maximiliano Kolbe en 1927 y llegó a albergar 800 personas, siendo el monasterio más grande de la época.
El convento sirvió como seminario de los franciscanos conventuales, centro de evangelización y actividades caritativas e imprenta. Una de las publicaciones producidas allí, el Caballero de la Inmaculada, llegó a producirse cada mes con 750.000 copias, que se distribuían en toda Polonia. 
Según una crónica de la época, Niepokalanów era:

Una extensa área libre para la construcción de una gran basílica de la Inmaculada. Un complejo editorial [que comprendía]: la redacción, la biblioteca, la tipoteca, el taller de los linotipistas, la cincografía con los laboratorios fotográficos, las tipografías [...] y además las distintas secciones de la encuadernación, de los almacenes y de los envíos. El ala izquierda [...] incluía, en diferentes edificios, la capilla, las dependencias de los religiosos, el postulantado, el noviciado, la dirección general, la enfermería y, a cierta distancia, la gran central eléctrica. Además, distribuidos por todas partes, los talleres de los herreros y de los mecánicos, los talleres de los carpinteros, de los zapateros, de los sastres, así como los depósitos de los albañiles y las grandes cocheras para el cuerpo de bomberos. Pero todavía no hemos terminado: además había un parque de maquinaria, una pequeña estación ferroviaria, con vía de empalme con la vía pública y estatal; incluso estaba previsto un aeródromo con cuatro aviones sin motor y un proyecto de estación de radiotransmisión. Por todas partes había gruesos troncos de árboles, depósitos de madera, tubos y toda clase de materiales de construcción.

Durante la Segunda Guerra Mundial, el monasterio sirvió como refugio para cerca de 3000 prisioneros polacos y judíos, hasta que fue cerrado poco antes del arresto de Kolbe por la Gestapo de la Alemania nazi. La comunidad fue reabierta tras la guerra.
En Nagasaki, Japón, Kolbe fundó una comunidad similar, dedicada a la actividad misionera.